# Del Aire
Del Aire és una concentració de població designada pel cens dels Estats Units a l'estat de Califòrnia. Segons el cens del 2000 tenia 9.012 habitants.

## Demografia
Segons el cens del 2000, Del Aire tenia 9.012 habitants, 2.871 habitatges, i 2.190 famílies. La densitat de població era de 3.514,7 habitants/km².
Dels 2.871 habitatges en un 40,5% hi vivien nens de menys de 18 anys, en un 58,2% hi vivien parelles casades, en un 12% dones solteres, i en un 23,7% no eren unitats familiars. En el 18,3% dels habitatges hi vivien persones soles el 7,1% de les quals corresponia a persones de 65 anys o més que vivien soles. El nombre mitjà de persones vivint en cada habitatge era de 3,13 i el nombre mitjà de persones que vivien en cada família era de 3,57.
Per edats la població es repartia de la següent manera: un 28,3% tenia menys de 18 anys, un 7,6% entre 18 i 24, un 33% entre 25 i 44, un 20,9% de 45 a 60 i un 10,3% 65 anys o més.
L'edat mediana era de 35 anys. Per cada 100 dones de 18 o més anys hi havia 96,7 homes.
La renda mediana per habitatge era de 55.186 $ i la renda mediana per família de 59.444 $. Els homes tenien una renda mediana de 40.693 $ mentre que les dones 34.891 $. La renda per capita de la població era de 20.726 $. Entorn del 3,3% de les famílies i el 5,7% de la població estaven per davall del llindar de pobresa.

## Poblacions més properes
El següent diagrama mostra les poblacions més properes.